# 木原孝博
木原孝博（きはら　たかひろ、1931年6月1日-　）は、日本の教育学者。岡山大学名誉教授。

## 略歴
岡山県英田郡英田町（現美作市）出身。1955年東京大学教育学部卒、1957年同大学院人文科学研究科修士課程修了。名古屋大学医学部精神科医局員、1959年岡山大学助手、1962年講師、1968年助教授、1978年教授。1995年定年退官、名誉教授、倉敷市立短期大学学長。

## 著書
- 『生活指導の実践構造』明治図書出版 生活指導選書 1977
- 『道徳教育の基礎理論』明治図書出版 道徳教育全書 1981
- 『学級社会学 一人ひとりを大切にする学級経営の創造』教育開発研究所 1982
- 『教育学大全集 33 生徒指導の理論』第一法規出版 1982
- 『現代生徒指導論』教育開発研究所 1984
- 『アメリカにおける道徳教育方法の改革』明治図書出版 道徳教育全書 1985
- 『学校改善実践全集 21 カウンセリングマインドと教育活動』ぎょうせい 1986
- 『じょうずなほめ方叱り方』聖教新聞社 文化教養シリーズ 1987
- 『生徒指導の原理』光生館 1987
- 『子どもが心を開く生徒指導 いじめ問題への学級社会学的アプローチ』ぎょうせい 1988
- 『道徳教育の理論』明治図書出版 道徳教育全書 1995
- 『学級活動の理論 豊かな心と問題解決能力を育てる』教育開発研究所 1996
- 『現代生徒指導の理論』明治図書出版 1996

### 共編著
- 『道徳教育の探究』虫明竌,行安茂共著 誠信書房 1966
- 『現代教育社会学講座 2 社会変動と教育』日比行一共編 東京大学出版会 1976
- 『教育学講座 第17巻 学校生活の指導』河合隼雄共編著 学習研究社 1979
- 『病める子が甦った 問題行動の治療カルテ』編著 学習研究社 学研教育選書 1982
- 『日本の教育を考える 1 子どもはどう育つか』麻生誠共編 有信堂高文社 1985
- 『すぐ身につけたい教育相談の技術』編 明治図書出版 教師の指導力を高める 1987
- 『生活主義の道徳教育』武藤孝典共著 明治図書出版 道徳教育全書 1988
- 『生涯学習講座 第6巻 生涯各期の人間理解と学習活動』三浦清一郎共編 第一法規出版 1989
- 『実践学校経営診断 4 生徒指導活動の診断』高野桂一共編著 ぎょうせい 1989
- 『小学校教育技術全書 12 生きる喜びを育てる特別活動』編著 ぎょうせい 1990
- 『道徳教育』編著 放送大学教育振興会 1991
- 『学校文化の社会学』熊谷一乗, 武藤孝典,藤田英典共編著 福村出版 1993
- 『社会的自立をめざす生徒指導』編 第一法規出版 中学校教育の新しい展開 1995
- 『道徳教育』武藤孝典共著 放送大学教育振興会 1995
- 『道徳教育』大西文行共著 放送大学教育振興会 1999

## 論文
- Cinii

## 栄典
- 2010年4月 瑞宝中綬章受章[2]